# Jacoba van Veen
Jacoba van Veen (Den Haag, 1635? - Den Haag?, 1687/1694) was een schrijfster van een receptenboek voor amateurkunstenaars. Haar werk is opvallend aangezien het zover bekend het enige 17e-eeuws receptenboek is dat door een vrouw is samengesteld.

## Werk
Jacoba van Veen schreef een boek van 454 pagina’s met recepten en tips voor verschillende vormen van kunstbeoefening. Op het titelblad staat de volgende samenvatting van de inhoud:
‘De Wetenschap ende Manieren om alderhande Couleuren van Saij of Saijetten te verwen etc. oock om te leeren het fondament der Verlichterij konst; ende hoemen alderhande Verwen Tempert, en gebruijckt om te verlichten, verdiepen ende verhoogen etc. Om alderhande couleuren van Inckten te maecken, ende noch eenighe secreeten der Pennen etc. Om geslaegen en gemaelen Goudt te vrijven en met de pen, of pineel te verwercken etc. Om Gommen te smelten, Vernissen te maecken, oock wasse Tronikens oft fruijtage te gieten, en veel meer noodighe dingen voor die haer willen bemoeijen met alderhande fraeijicheijt te maecken.’
Ze gaat in op hoe verf, inkt en vernis moet worden gemaakt. Jacoba beschrijft hoe de verf moet worden toegepast bij het afbeelden van bijvoorbeeld landschappen, dieren en menselijk naakt. Ook geeft ze aanwijzingen voor zaken als illumineren, hout- en leerbewerking en het marmeren van papier. Hiernaast bevat het werk huishoudelijke en cosmetische recepten.
Met haar receptenverzameling sloot Jacoba van Veen aan bij een eeuwenoude traditie, veel recepten zijn dan ook overgenomen uit oudere geschriften. Het gedeelte waarin Jacoba ingaat op het vervaardigen van pastelkrijt kent, zover bekend, echter geen precedent. Het was een nieuw materiaal wat al langer door Jacoba’s familie gebruikt lijkt te zijn.

## Biografie
Het is onbekend wanneer Jacoba van Veen exact geboren is. De eerste keer dat ze genoemd werd is in een brief van haar tante, Apollonia van Veen, van vóór 23 maart 1635 waarin ze schrijft een nichtje te hebben. De ouders van Jacoba waren Jacob van Veen, een advocaat en amateurschilder, en Maria van Iterson. Naast Jacoba hadden Jacob en Maria nog twee kinderen. Toen Jacoba acht was overleed haar vader. Haar moeder hertrouwde in 1644 met Hendrik Sels, met wie ze nog eens vier kinderen kregen.
De vader van Jacoba van Veen kwam uit een bekend juristen- en schildergeslacht. Of Jacoba net als haar vader en veel familieleden schilderde is niet duidelijk. Het is echter wel zeker dat ze zich bezighield met kunsten. Ze schreef een boek vol recepten en tips voor allerlei soorten van kunstbeoefening.
Jacoba van Veen woonde waarschijnlijk haar hele leven in Den Haag. Wanneer Jacoba is overleden is onduidelijk. Wel moet het tussen 1687, de verkoop van haar grootouders huis, en 1694, het overlijden van haar zus Elisabeth, zijn geweest.
In de nalatenschap van Elisabeth zaten meerdere familieportretten gevonden. In sommige is een ‘Johanna van Veen’ afgebeeld, hoogstwaarschijnlijk gaat het hier om portretten van Jacoba.